# Bughrahan Iskandar
Bughrahan Iskandar (uigurisch بۇغراخان ئىسكەندەر, chinesisch 布格拉汗·斯坎旦尔 Bùgélāhàn Sīkǎndàněr, * 11. August 2000 in Kumul) ist ein chinesischer Fußballspieler uigurischer Abstammung.

## Karriere
Iskandar stieg in der Saison 2019 der Chinese Super League in die A-Mannschaft von Guangzhou FC auf und gab am 29. Mai 2019 sein Debüt in einem Spiel des Chinese FA Cup gegen Beijing Renhe, das seine Mannschaft mit 5:0 gewann. Seine Mannschaft gewann auch das Chinese Super League 2019. 2021 wechselte er zu Cangzhou Mighty Lions FC, wo er am 14. Mai 2021 sein Debüt in einem Ligaspiel gegen Guangzhou City FC gab, das mit einem 0:0-Unentschieden endete. 2023 kehrte er zu Guangzhou FC zurück.